# Pepita

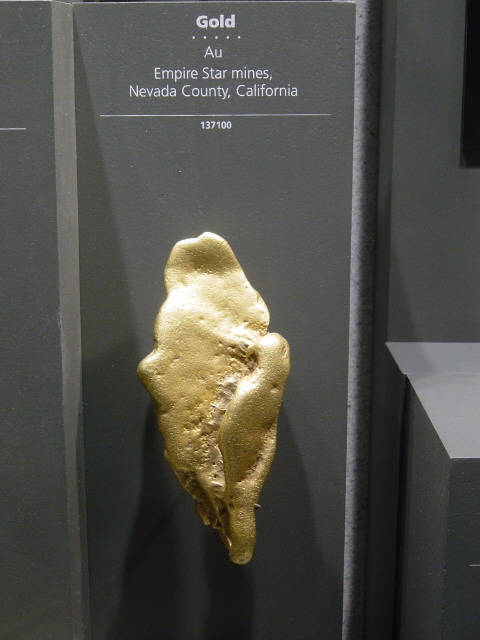
Una pepita d’oro.

La pepita è un pezzo di oro nativo di genesi naturale. Le pepite si concentrano spesso nei corsi d'acqua dove vengono ritrovate dai cercatori d'oro fluviale, ma possono essere anche rinvenute in depositi residuali laddove le vene o i filoni auriferi si sono esauriti. Le pepite possono trovarsi anche nei cumuli di scarti di laveria, provenienti da precedenti operazioni minerarie, specialmente tra gli scarti lasciati dalle draghe utilizzate per la ricerca dell'oro. L'estrazione di pepite con metodo alluvionale, 
Per precipitazione gravimetrica con semplice lavaggio e riciclo produttivo dell'acqua, consente di definire come Oro etico questa tipologia di metallo.

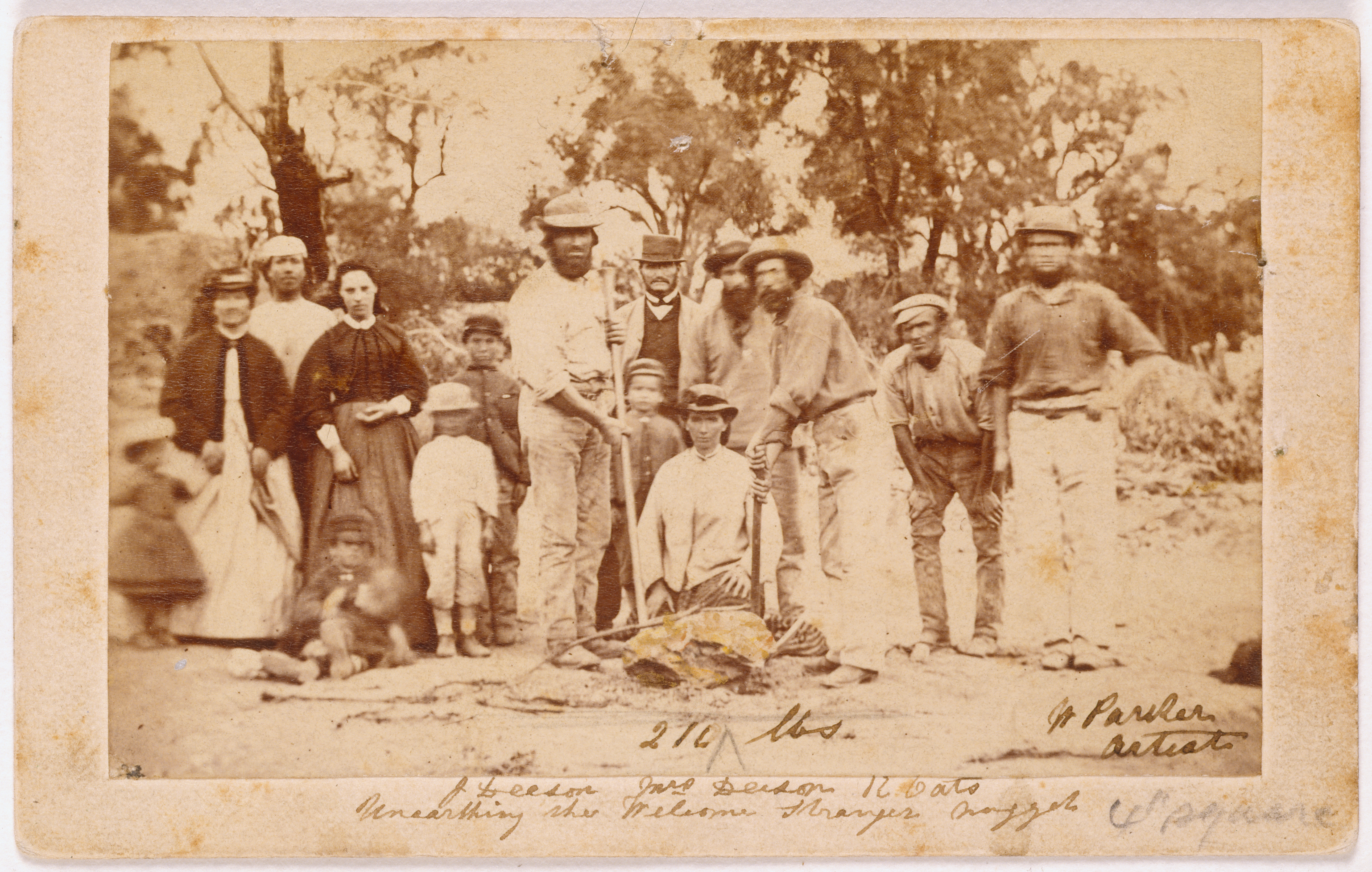
La Welcome Stranger, la più grande pepita mai trovata, insieme ai suoi scopritori.

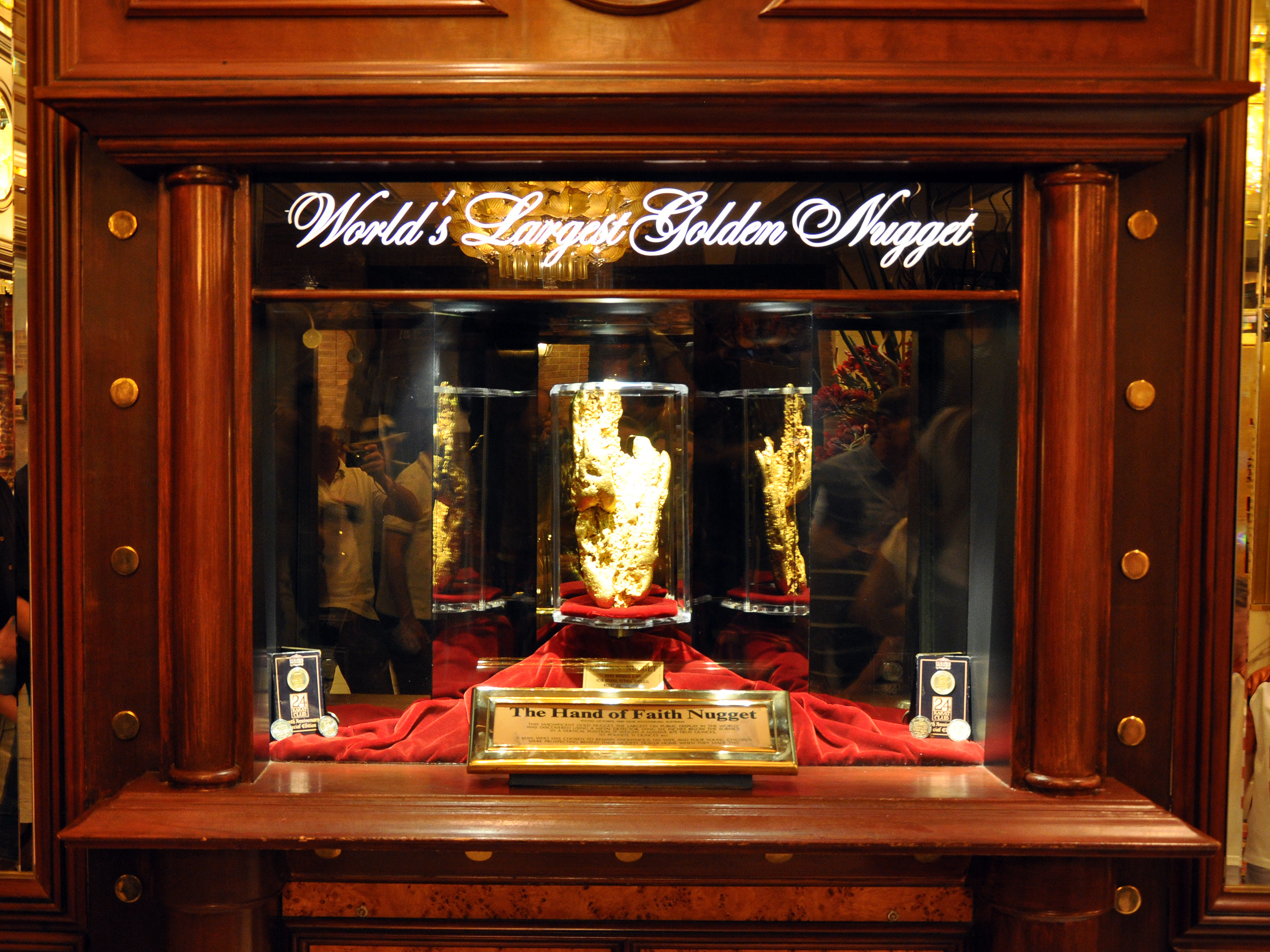
The Hand of Faith Nugget esposta all'hotel "The Nugget" di Las Vegas.

## Purezza e classificazione
La purezza non raggiunge mai i 24 carati e si aggira piuttosto sui 20-22 K (all'incirca dall'83% al 92%).
Le pepite sono classificate in base alla loro "purezza": per esempio una "purezza 865" indica la presenza di 865 parti su mille di oro. Le impurità più comuni sono l'argento e il rame. Le pepite con un alto tenore d'argento sono note con il nome di elettro.

## Pepite notevoli
La più grande pepita d'oro mai trovata fu la Welcome Stranger, rinvenuta nel 1869 a Moliagul (Victoria, Australia) da John Deason e Richard Oates. Pesava, al lordo, più di 78,38 kg e restituì un netto di 71,04 kg. La più grande pepita ancora integra, con un peso di 60,82 kg, è la pepita Canaã, scoperta in Brasile il 13 settembre 1983 da Julio de Deus Filho nel Garimpo da Malvina, nella Serra Pelada. Attualmente è conservata presso il Museo dei valori del Banco Central do Brasil, a Brasilia, che la acquistò il 20 dicembre 1984. La più grande pepita visibile al pubblico è, invece, la Hand of Faith. Trovata nel 1980 grazie a un metal detector da Kevin Hillier nei pressi di Wedderburn in Australia, pesa 27 kg ed è esposta nell'hotel The Nugget di Las Vegas. Il pezzo d'oro più grande mai trovato è la pepita Holtermann, dal peso di 289 chili, la quale fu rinvenuta dal cercatore d'oro tedesco Bernardt Holtermann nell'ottobre del 1872 nel Nuovo Galles del Sud, in Australia.